# Vicia lathyroides
Vesce printanière, Vesce fausse Gesse
Espèce
Statut de conservation UICN

 LC  : Préoccupation mineure
Vicia lathyroides, la Vesce printanière ou Vesce fausse Gesse, est une espèce de plantes à fleurs de la famille des Fabacées. C'est une plante annuelle.